# 265 pr. n. št.

## Rojstva
- Apolonij, grški matematik, geometer († 170 pr. n. št.)
- Selevk II. Kalinik, vladar Selevkidskega cesarstva († 225 pr. n. št.)